# سکه‌های هند-ساسانی
سکه‌های هند-ساسانی (انگلیسی: Indo-Sasanian coinage) نوع اصلی ضرب سکه در دوره پس از امپراتوری گوپتا، در نواحی گجرات و راجستان در غرب هند و در منطقه گنگ، از قرن ششم تا قرن ۱۲ میلادی بود. این سکه‌ها از طرح سکه‌های ساسانی گرفته شده‌اند که احتمالاً توسط هون‌های آلچون هنگام حمله به شمال هند در حدود ۵۰۰ میلادی به شبه قاره منتقل شده‌اند. آنها جزء از سکه‌های هندی مهمی هستند.